# Наталия Ветошникова
Наталия Борисовна Ветошникова (родена на 26 септември 1921 г., Петроград, РСФСР) е съветска тенисистка, майстор на спорта на СССР. Преживяла е блокадата на Ленинград.

## Биография
Тя е родена в Петроград. Баща ѝ е Борис Адрианович Ветошников (1897 – 1942, починал в обсадения Ленинград), син на търговец от първа гилдия, наследствен почетен гражданин на Санкт Петербург и известен филантроп Адриан Дмитриевич Ветошников. Майка ѝ е Мария Николаевна Калугина (1896 – 1985), дъщеря на генерал-майор от Руската императорска армия Николай Иванович Калугин, а след 1920 г. военен специалист в Червената армия.
Родителите на Наталия Борисовна са били запалени тенисисти, а самата тя започва да играе тенис на петгодишна възраст. Тренирала е при Зинаида Клочкова.
| „                                                             | Родителите ми обичаха тениса от младостта си. Мария Николаевна Калугина и Борис Адрианович Ветошников се запознаха на тенис корта. Това се случи през 1916 г. в Тенис клуба в дачния район Терийоки. <…> Двама от братята на майка ми, Иван и Николай Николаевич Калугин, също играеха тенис, и двамата в 5-а категория. Освен тях съпругата на брата на баща ми, Елена Владимировна Ветошникова, състезателка №1 в Тенис клуб „Тярлево“, играеше тенис. Сестрата на майка ми, Ксения Николаевна Калугина, играеше тенис първо в Тенис клуб „Тярлево“, а след това в „Динамо“. В класирането на 1 януари 1931 г. тя беше първа в 3-та категория. Сестра ми Муся – Мария Борисовна Ветошникова, имаше 1-ва категория по тенис. <…> По най-скромни оценки нашето семейство Ветошникови-Калугини е посветило повече от 100 години от живота си на тениса. Благодарна съм на всички тях, че ми предадоха своите любов към тази прекрасна игра – тениса. | “ |
| Наталия Борисовна Ветошникова, „Тенисът в живота ми: Спомени“ | |   |

Тя е многократна шампионка на СССР сред момичетата (1935, 1936 г. – абсолютна шампионка); сред младите жени (1937, 1939 г.); сред жените (1945 г.). През 1943 г. става носител на трета награда от шампионата по тенис на Ленинградската блокада. През 1944 г. става финалистка на шампионата на СССР на сингъл, а два пъти е носителка на награда на двойки (1949 г. и 1952 г.) и смесена (също 1952 г.) категория.
Тя е била член на националния отбор на Ленинград. Носителка на Купата на СССР (1946, 1948 – 51) като част от националния отбор на Ленинград. Победителка в Откритото първенство на Москва (1946, в двойка с Николай Озеров) и Естония (1948) на смесени двойки. Финалистка на Откритото първенство на Естония на сингъл, двойки и смесени двойки. Двукратна победителка на двойки и смесени двойки на Спартакиадата в Ленинград през 1971 г.
Тя е сред 10-те най-добри тенисистки в страната (1948 – 1952), а в Ленинград е била сред 10-те най-добри 21 пъти (1940 – 1966). Тенис кариерата ѝ продължава тридесет и седем години.
През 2013 г. Наталия Борисовна влиза в Залата на славата на руската тенис.
Автор на книгата „Тенисът в живота ми: Спомени“ (2010).
По професия е учителка по немски език. През 1939 г. завършва училище и постъпва в катедрата по немски език на 1-ви Ленинградски държавен педагогически институт за чужди езици. През август 1941 г., вече студентка в трети курс, започва работа. Цялата блокада на града, от първия до последния ден, прекарва в Ленинград. През 1949 г. постъпва отново и завършва 1-ви ЛГПИЛ през 1953 г. Преподава чужди езици в Института за хладилна промишленост, в Радиотехническия колеж (Техникум по морско приборостроене), в Ленинградския държавен университет в катедра „Математика и механика“ и катедра „Приложна математика на процесите на управление“. Съавтор е на учебник по немски език за средни специализирани учебни заведения (1964 г.), който е препечатван няколко пъти.
Наталия Борисовна е един от съставителите на сборника „Лекарите и блокадата. Поглед през годините“ (1997), съавтор на есето за Н. Н. Самарин и автор на есето за О. К. Самарина в книгата „Николай Николаевич и Олга Конрадовна Самарин“ (от поредицата „Нашите учени“, издадена от Медицинската академия за следдипломно образование (2005), участва в работата по книгата „Личният лекар на царя. Животът и подвигът на Евгений Боткин“ (2010).
Н. Б. Ветошникова е пазител на архива на Теляковски (майката на Наталия Борисовна, Мария Николаевна е сестра на съпругата на В. В. Теляковски), която е направила много за запазването на семейната памет.
Съпругът ѝ е Юрий Николаевич Самарин (1923 – 1982). Син – Никита Юриевич Самарин, внуци – Иван, Татяна.